# Baby Love
«Baby Love» Bebé Amor es una canción de Nicole Scherzinger, escrita por Kara DioGuardi, Keith Harris y la propia Nicole Scherzinger, y producida por will.i.am. La canción cuenta con la colaboración musical de will.i.am. Esta fue lanzada alrededor del mundo como el segundo sencillo del álbum Her Name Is Nicole durante el último cuarto de 2007.

## Rendimiento en las listas
«Baby Love» debutó en el n.º 34 en el Reino Unido, ascendiendo hasta el #14 en sucesivas semanas. A pesar de esta posición, el sencillo descendió en picado del Top 40.

## Listas musicales
| AMÉRICA        |                        |    |
| Brasil         | Hot 100 Singles        | 13 |
| Estados Unidos | Bubbling Under Hot 100 | 8  |
| Estados Unidos | Pop 100                | 75 |
| Estados Unidos | Hot Dance Club Play    | 4  |
| EUROPA         |                        |    |
| Euro 200       | Euro 200               | 8  |
| Alemania       | Top 100 Singles        | 5  |
| Austria        | Top 75 Singles         | 21 |
| Bulgaria       | Top 40 Sencillos       | 4  |
| Dinamarca      | Top 40 Singles         | 37 |
| Grecia         | Top 20 Singles         | 9  |
| Irlanda        | Top 50 Sencillos       | 15 |
| Italia         | Top 50 Singles         | 19 |
| Noruega        | Top 20 Singles         | 10 |
| Países Bajos   | Top 40 Singles         | 56 |
| Reino Unido    | Top 75 Singles         | 14 |
| Suecia         | Top 60 Singles         | 51 |
| Suiza          | Top 100 Singles        | 14 |

## Video musical
El vídeo tuvo su premier en MuchMusic's el 24 de septiembre de 2007. El vídeo fue filmado en mayo de 2007. en Santa Catalina, California, y fue dirigido por Francis Lawrence.